# Trimley St Martin
Trimley St Martin – wieś i civil parish w Anglii, w hrabstwie Suffolk, w dystrykcie East Suffolk. Leży 14 km na południowy wschód od miasta Ipswich i 113 km na północny wschód od Londynu. W 2011 roku civil parish liczyła 1942 mieszkańców. Trimley St. Martin jest wspomniana w Domesday Book (1086) jako Tremelaia/Tremlega.